# Serzedo (Vila Nova de Gaia)
Serzedo é uma vila portuguesa que foi sede da extinta freguesia de Serzedo do Município de Vila Nova de Gaia, freguesia que tinha 7,62 km² de área e 7 891 habitantes (2011), e, por isso, uma densidade populacional de 1035,6 h/km². 
A partir de 29 de Setembro de 2014, Serzedo passou a fazer parte integrante da União de Freguesias de Serzedo e Perosinho.
Tinha como vizinhas as antigas freguesias de Arcozelo, Canelas, Grijó, Gulpilhares, Perosinho, São Félix da Marinha e Sermonde.
A povoação de Serzedo foi elevada à categoria de vila em 12 de Julho de 2001.

## População
| População da Freguesia de Serzedo | População da Freguesia de Serzedo | População da Freguesia de Serzedo | População da Freguesia de Serzedo | População da Freguesia de Serzedo | População da Freguesia de Serzedo | População da Freguesia de Serzedo | População da Freguesia de Serzedo | População da Freguesia de Serzedo | População da Freguesia de Serzedo | População da Freguesia de Serzedo | População da Freguesia de Serzedo | População da Freguesia de Serzedo | População da Freguesia de Serzedo | População da Freguesia de Serzedo |
| --------------------------------- | --------------------------------- | --------------------------------- | --------------------------------- | --------------------------------- | --------------------------------- | --------------------------------- | --------------------------------- | --------------------------------- | --------------------------------- | --------------------------------- | --------------------------------- | --------------------------------- | --------------------------------- | --------------------------------- |
| 1864                              | 1878                              | 1890                              | 1900                              | 1911                              | 1920                              | 1930                              | 1940                              | 1950                              | 1960                              | 1970                              | 1981                              | 1991                              | 2001                              | 2011                              |
| 1 695                             | 1 901                             | 2 251                             | 2 496                             | 2 948                             | 3 008                             | 3 304                             | 3 889                             | 4 016                             | 4 403                             | 4 771                             | 5 485                             | 6 417                             | 7 547                             | 7 891                             |

| Distribuição da População por Grupos Etários | Distribuição da População por Grupos Etários | Distribuição da População por Grupos Etários | Distribuição da População por Grupos Etários | Distribuição da População por Grupos Etários | Distribuição da População por Grupos Etários | Distribuição da População por Grupos Etários | Distribuição da População por Grupos Etários | Distribuição da População por Grupos Etários | Distribuição da População por Grupos Etários |
| -------------------------------------------- | -------------------------------------------- | -------------------------------------------- | -------------------------------------------- | -------------------------------------------- | -------------------------------------------- | -------------------------------------------- | -------------------------------------------- | -------------------------------------------- | -------------------------------------------- |
| Ano                                          | 0-14 Anos                                    | 15-24 Anos                                   | 25-64 Anos                                   | > 65 Anos                                    |                                              | 0-14 Anos                                    | 15-24 Anos                                   | 25-64 Anos                                   | > 65 Anos                                    |
| 2001                                         | 1 382                                        | 1 026                                        | 4 292                                        | 847                                          |                                              | 18,3%                                        | 13,6%                                        | 56,9%                                        | 11,2%                                        |
| 2011                                         | 1 314                                        | 899                                          | 4 504                                        | 1 174                                        |                                              | 16,7%                                        | 11,4%                                        | 57,1%                                        | 14,9%                                        |

Média do País no censo de 2001:  0/14 Anos-16,0%; 15/24 Anos-14,3%; 25/64 Anos-53,4%; 65 e mais Anos-16,4%
Média do País no censo de 2011:   0/14 Anos-14,9%; 15/24 Anos-10,9%; 25/64 Anos-55,2%; 65 e mais Anos-19,0%

## História
A palavra "Cerzedo" aparece no diploma mais antigo, segundo documentos datados de 995, o nome desta freguesia era Cerseto.
Em 1030 já nos aparece com a denominação de Cereseto. Finalmente, em 1157 já a grafia se apresenta definitiva – Cerzeto e assim nos aparece no foral concedido por D. Manuel, em 1518. Ora se tivermos em conta o que se observa nos velhos marcos da freguesia datados de 1599, a grafia correcta da toponímia teria de ser Cerzedo e não Serzedo. Mesmo se pode observar na seguinte inscrição na Capela de Nª Sr.ª Fontes:
"esta hermida de nossa senhora de fontes he do moesteiro de sam salvador de igreio e sofragvanha he sva igreia de sam mamede de cerzedo a qval foi de novo reedificada por o prior e convento do dito moesteiro em o anno de christo iesvnosso salvador de mdllvi a vii dezembro"
Ainda então inexistente e a sua menção é devida à identificação do ribeiro que passa em Grijó (…"vindo de oriente, do Monte Feiteira"…), o qual parece então anónimo, como se deduz da localização de Grijó.
Este ribeiro… "discorre de Serzedo"…, do que se vê ser este local o mais importante naqueles tempos, do território da actual freguesia, pois à confluência desse ribeiro com as povoações de Fontes, Outeiral, Corvadelo e Sabariz (estas já existentes ou, como se esperaria, foram as mais importantes de Serzedo, na definição do curso de água que passa junto a Grijó), é devido o nome da freguesia. 
Como esta povoação se localiza entre o Monte de Pedroso e o litoral, entende-se que o povoamento do território do que hoje é Serzedo deve ser talvez de épocas pré-históricas. O próprio topónimo é antiquíssimo.
Nos Portugaliae Monumenta Histórica, Diplomata et Chartea, Torre do Tombo, Lisboa, encontram-se frequentes documentos referindo-se já a esses lugares: a palavra Cerzedo, aparece nos diplomas nos anos de 948, 988, 1043, 1050 e 1072.
A conquista romana, em 206 a.C. fez-se pelos caminhos dos Celtas e dos Iberos e por essa mesmas vias, melhoradas, é que penetraram, mais tarde, as hostes germânicas e árabes. Foi neste envolvimento de etnias que se desenvolveram as Villas, forma superior de povoamento e de administração romana, núcleos em torno dos quais se consolidou a civilização medieval Douro-Vouguense.
Assim, as terras de Gaia, vão até Terras de santa Maria da Feira, compondo-se de uma série de freguesias, em que Serzedo marca presença. 
De que os mouros aqui passaram ninguém duvida. (Mahamuti, agora Mafamude, Almeàra, o dormitório urbano, a estrada mourisca, que atravessa Serzedo vinda de Grijó em direcção ao norte do concelho).
Tanto a estrada mourisca, que em tempos foi caminho obrigatória que unia as Terras de Santa Maria da Feira a Gaia, passando e rasgando as freguesias de Guetim Grijó, Sermonde, São Félix da Marinha, Serzedo, Perosinho, Canelas, Gulpilhares, Valadares e Madalena até chegar ao Calem, como outras carrarias de Serzedo, faziam parte de uma importante rede de caminhos que ligou todos os lugares, desde as velhas idades ao paleolítico, neolítico e proto-história. 
Os romanos, mais tarde, aproveitaram essas vias e evoluíram-nas. É possivelmente, ao longo desses caminhos que teremos que procurar albergarias, anta, castelos, castros, paróquias do reino suevo, vilas, paços mamoas, etc. neste caso particular temos a Mamoa da Barrosa em Serzedo, monumento da época pré-histórica, que se supõe ser culto sepulcro.
Nos dias de hoje, Serzedo tem uma Igreja Milenar como Igreja Matriz mas até à sua construção e desde 922, altura em que foi fundado, Serzedo pertenceu ao Mosteiro de Grijó.

## Património
- Igreja de São Mamede (matriz)
- Capela da Senhora do Livramento
- Capela Santa Apolónia
- Capela Nossa Senhora de Fontes
- Capela Santo António
- Capela da Quinta do Outeiral
- Alminhas Senhor dos Aflitos
- Alminhas de São João
- Alminhas da Rainha Santa Isabel
- Marco geográfico "Gr°1599"
- Cemitério paroquial
- Ponte Romana
- Capela da Rainha Santa Isabel
- Cine-Teatro Paroquial de São Mamede de Serzedo